# IMS QTI
IMS Question & Test Interoperability ist ein vom IMS Global Learning Consortium definiertes standardisiertes Datenformat, das speziell zur Konzipierung von Online-Materialien entwickelt wurde. 
Online-Fragen und -Antworten, Quiz, Multiple-Choice-Tests können erstellt und in allen standardisierten Programmen beliebig angewandt und variiert werden. Ein Austausch von Tests und Quiz zwischen verschiedenen Anwendungen ist also möglich. Das Datenformat ist auch für das Abspeichern von Testergebnissen geeignet.